# Regiunea Taza-Al Hoceima-Taounate
Regiunea Taza-Al Hoceima-Taounate (după unele surse Taza-Taounate-Al Hoceima) a fost una dintre cele 16 unități administrativ-teritoriale de gradul I ale Marocului în 1997-2015. Reședința sa era orașul Al Hoceima.